# Wulff-Dieter Heintz
Wulff-Dieter Heintz (Wurzburgo, 3 de junio de 1930 – Swarthmore, 10 de junio de 2006) fue un astrónomo germano-estadounidense. Fue profesor emérito de Swarthmore College, del que fue director del Observatorio Sproul. Estudió principalmente las estrellas binarias.

## Biografía
Heintz se graduó por la Universidad de Múnich en Astronomía en 1953. Realizó sus primeras investigaciones en el Observatorio Southern de la Universidad de Múnich en Baviera y, a continuación, en el Monte Stromlo, en Australia. Más adelante, Peter van de Kamp lo invitó al Observatorio Sproul como profesor en 1969. Sucesivamente se unió al staff y se convirtió en director gerente del observatorio a la jubilación de Van de Kamp en 1972. Dejó la cátedra en 1998 y murió, después de dos años de enfermedad, en Swarthmore, Pensilvania, a la edad de 76 años.

## Estrella de Barnard
Peter van de Kamp, predecesor de Heintz en Swarthmore College, había hecho descubrimientos desde la década de 1960 de un sistema planetario alrededor de la estrella de Barnard. Tras la jubilación en 1972 de Van de Kamp, se demostró que las placas fotográficas hechas con el telescopio refractor del Observatorio Sproul tenían fallos, lo que afectaba a los descubrimientos de Van de Kamp, así como a la existencia de sistemas planetarios alrededor de otras estrellas cercanas a la estrella de Barnard. Al asumir la dirección en 1973, Heintz comenzó a cuestionar los hallazgos de su antiguo colega. Van de Kamp nunca admitió ningún error.
En 2018, un grupo de astrónomos publicó un estudio en el que afirmaban haber encontrado un nuevo planeta extrasolar orbitando alrededor de la estrella de Barnard, llamada Barnard b.